# NHL (1920/1921)
Sezon NHL 1920-1921 był czwartym sezonem ligi National Hockey League. W obydwu rundach udział wzięły cztery zespoły. W pierwszej rundzie rozegrano po 10 meczów, natomiast w drugiej 14 meczów. W tym sezonie udział wziął nowy zespół Hamilton Tigers, który powstał po przeprowadzce zespołu Quebec Bulldogs. Mistrzostwo ligi NHL (O’Brien Trophy) zdobyła drużyna Ottawa Senators, a Puchar Stanleya również drużyna Ottawa Senators.

## Sezon zasadniczy
M = Mecze, W = Wygrane, P = Przegrane, R = Remisy, PKT = Punkty, GZ = Gole Zdobyte, GS = Gole Stracone, KwM = Kary w minutach
| Pierwsza runda       | M  | W | P | R | PKT | GZ | GS |
| -------------------- | -- | - | - | - | --- | -- | -- |
| Ottawa Senators      | 10 | 8 | 2 | 0 | 16  | 49 | 23 |
| Toronto St. Patricks | 10 | 5 | 5 | 0 | 10  | 39 | 47 |
| Montreal Canadiens   | 10 | 4 | 6 | 0 | 8   | 37 | 51 |
| Hamilton Tigers      | 10 | 3 | 7 | 0 | 6   | 34 | 38 |

| Druga runda          | M  | W  | P  | R | PKT | GZ | GS |
| -------------------- | -- | -- | -- | - | --- | -- | -- |
| Toronto St. Patricks | 14 | 10 | 4  | 0 | 20  | 66 | 53 |
| Montreal Canadiens   | 14 | 9  | 5  | 0 | 18  | 75 | 48 |
| Ottawa Senators      | 14 | 6  | 8  | 0 | 12  | 48 | 52 |
| Hamilton Tigers      | 14 | 3  | 11 | 0 | 6   | 58 | 94 |

| Zawodnik        | Drużyna                                | Mecze | Bramki | Asysty | Punkty |
| --------------- | -------------------------------------- | ----- | ------ | ------ | ------ |
| Newsy Lalonde   | Montreal Canadiens                     | 24    | 33     | 10     | 43     |
| Cecil Dye       | Hamilton Tigers / Toronto St. Patricks | 24    | 35     | 5      | 40     |
| Cy Denneny      | Ottawa Senators                        | 24    | 34     | 5      | 39     |
| Joe Malone      | Hamilton Tigers                        | 20    | 28     | 9      | 37     |
| Frank Nighbor   | Ottawa Senators                        | 24    | 19     | 10     | 29     |
| Reg Noble       | Toronto St. Patricks                   | 24    | 19     | 8      | 27     |
| Harry Cameron   | Toronto St. Patricks                   | 24    | 18     | 9      | 27     |
| George Prodgers | Hamilton Tigers                        | 24    | 18     | 9      | 27     |
| Corbett Denneny | Toronto St. Patricks                   | 20    | 19     | 7      | 26     |
| Jack Darragh    | Ottawa Senators                        | 24    | 11     | 15     | 26     |

## Playoffs

### Mistrzostwo NHL
Ottawa Senators – Toronto St. Patricks
| Data     | Drużyna         | Bramki | Drużyna              | Bramki |
| -------- | --------------- | ------ | -------------------- | ------ |
| Marca 10 | Ottawa Senators | 5      | Toronto St. Patricks | 0      |
| Marca 14 | Ottawa Senators | 2      | Toronto St. Patricks | 0      |

Ottawa wygrała bramkami 7-0 i zdobyli O’Brien Trophy

### Finał Puchary Stanleya
Ottawa Senators – Vancouver Millionaires
| Data       | Wyjazd                 | Bramki | Dom                    | Bramki |
| ---------- | ---------------------- | ------ | ---------------------- | ------ |
| Marca 21   | Ottawa Senators        | 1      | Vancouver Millionaires | 2      |
| Marca 24   | Vancouver Millionaires | 3      | Ottawa Senators        | 4      |
| Marca 28   | Vancouver Millionaires | 2      | Ottawa Senators        | 3      |
| Marca 31   | Ottawa Senators        | 2      | Vancouver Millionaires | 3      |
| Kwietnia 4 | Vancouver Millionaires | 1      | Ottawa Senators        | 2      |

Ottawa wygrało 3-2 i zdobyła Puchar Stanleya